# Senador Sá
Senador Sá este un oraș în statul Ceará (CE) din Brazilia.